# Glenea plagifera
Glenea plagifera är en skalbaggsart som beskrevs av Aurivillius 1913. Glenea plagifera ingår i släktet Glenea och familjen långhorningar. Inga underarter finns listade i Catalogue of Life.